# عجیب‌الخلقه‌ها
عجیب‌الخلقه‌ها (به انگلیسی: Freaks) فیلمی ترسناک به کارگردانی تاد براونینگ محصول کشور ایالات متحده آمریکا است.

## خلاصه داستان
یک بندباز سیرک که دختری زیبا است، تصمیم می‌گیرد با رئیس سیرک ازدواج کند. دوستان ناقص‌الخلقهٔ این دختر می‌فهمند که او فقط برای پول قصد ازدواج با این مرد را دارد...